# ريام وكفى
ريام وكفى رواية للروائية العراقية هدية حسين. صدرت الرواية لأوّل مرة عام 2014 عن المؤسسة العربية للدراسات والنشر في بيروت. ودخلت في القائمة الطويلة للجائزة العالمية للرواية العربية لعام 2015، المعروفة باسم «جائزة بوكر العربية».

## حول الرواية
تروي الكاتبة العراقية «هدية حسين» في هذه الرواية حكاية «كفى» بطلة الرواية، (اسمها الآخر «ريام»)، وهي امرأة عراقية خيّاطة، تقرر كتابة رواية تسرد فيها يومياتها بكل تفاصيل حياتها، التي تتجلّى في بُعدين، الأوّل: صمود ونضال المرأة العراقية في بيئة ومجتمع ذكوري تسوده الأعراف، أما البعد الثاني فهو البعد الإنساني الذي يتجلّى في معاناة الإنسان، في خضم صراع الخير والشر في عالمه.